# Защита от несанкционированного копирования
Защита от копирования — система мер, направленных на противодействие несанкционированному копированию информации, как правило, представленной в электронном виде (данных или кода проприетарного программного обеспечения).
При защите могут использоваться организационные, юридические и технические средства.
Преимуществом технических мер защиты является возможность предотвращения несанкционированного копирования.
В ряде случаев копирование разрешено законодательством (например, резервное).

## Организационные меры защиты
Основная идея организационных мер защиты заключается в том, что полноценное использование продукта невозможно без соответствующей поддержки со стороны производителя.

## Правовые меры защиты
Предусмотрена ответственность, в соответствии с действующим законодательством, как за использование контрафактных экземпляров программ для ЭВМ и баз данных, так и за преодоление применяемых технических средств защиты.

## Технические меры защиты

### Защита аудио треков
Ряд производителей портативных плееров защищают от копирования музыку путём использования известных только им протоколов обмена между электронным музыкальным магазином и проигрывающим устройством. В результате купленная музыка может прослушиваться только с их указанного устройства и, наоборот, закачать музыку на плеер можно только с использованием их программного обеспечения и из их магазина музыки. Это создает некоторые неудобства конечным пользователям.

### Защита аудиокомпакт-дисков
Компакт-диски делают не полностью соответствующими спецификации Red Book, из-за чего (теоретически) диск должен читаться на плеерах и не читаться на компьютерных приводах CD-ROM. На практике такие диски читаются на некоторых приводах и, наоборот, не читаются на некоторых плеерах. Фирма Philips, владеющая знаком «Compact Disc Digital Audio», отказалась ставить эту марку на защищённых дисках. Из таких защит известны Cactus Data Shield и Copy Control.
В 2005 фирма Sony BMG предложила свой метод защиты компакт-дисков, известный как Extended Copy Protection (XCP). Диски с XCP имеют дополнительную дорожку с данными, и при первой установке в системах семейства Microsoft Windows устанавливают скрытую программу, запрещающую копирование дисков. Поскольку эта программа ставится независимо от желания пользователя, маскируется и препятствует своему удалению, многие независимые исследователи охарактеризовали её как руткит, то есть вредоносную программу В результате скандала Sony предложила программу-деинсталлятор и бесплатную замену дисков с XCP, но не все проблемы были решены. Системы с ОС, отличной от Windows, не подвержены этой опасности.
У аудиодисков, видео, книг и подобных носителей есть «аналоговая брешь»: если музыку можно воспроизвести, то её можно и записать. Если текст можно прочитать, то его можно и сфотографировать. В таком случае некоторые компании используют ТСЗАП, снижающие качество воспроизведения — то есть качество самого продукта.

### Защита медиафайлов
Для аудио-, графических и видео-файлов предлагался и реализовывался ряд подходов, обеспечивающих их защиту. Среди них можно назвать использование "цифровых отпечатков" файла, депонированных в централизованной базе данных, а также внедрение в сам файл "цифровых водяных знаков" - стеганографически скрытой дополнительной информации, идентифицирующей сам файл и его правообладателя, использование специализированных программ просмотра файлов, чье содержимое сохраняется только в зашифрованном виде.

### Защита электронных библиотек  и архивов
В ряде случаев, целью реализуемой защиты от копирования является не тотальное ограничение доступа к находящимся в информационной системе электронным документам , а блокировка сценария их тотальной скачки недобросовестным пользователем. При этом нормальное рабочее использование документов, включая их просмотр, распечатку и скачку в разумном объёме может допускаться. В этом случае в качестве для обеспечения защиты от копирования могут быть использованы системы DLP в комбинации с автоматизированным анализом поведения пользователя.

### Защита программного обеспечения
Защита программного обеспечения в подавляющем большинстве случаев производится от нелегального использования. Однако случаи защиты от копирования тоже имеют место.

### Защита сайтов и веб-страниц
По мере распространения Интернет, стали внедряться, с различной эффективностью, технологии защиты от копирования отдельных веб-страниц и сайтов в целом.

## Методы обхода технических мер защиты от копирования
- Копирование защищённого диска специальными программами[6].
- Эмуляция диска — специальный драйвер создаёт логический диск, который программа принимает за лицензионный. Часто применяется вариант этого метода под названием «Mini Image», когда эмулированный драйвером диск имеет маленький размер (несколько мегабайт), тем не менее, ПО признаёт его лицензионным.

## Проблема «лучше, чем легальное»
Это одна из фундаментальных проблем защиты от копирования. Заключается она в том, что система защиты от копирования неизбежно создаёт пользователю неудобства, и поэтому, с точки зрения пользователя, копия, с которой защита снята, даже если и незаконно, в каком-то смысле лучше лицензионной. Например:
- С жесткого диска данные/программа загружается быстрее, чем с внешнего носителя.
- Целостность внешнего носителя может нарушиться.
- Если не использовать внешних носителей, время работы ноутбука существенно увеличивается.
- На некоторых компьютерах может не оказаться подходящего устройства чтения / порта.
- Мобильное приложение исчезнет после перепрошивки телефона, и нет возможности сделать его резервную копию.
- Защищённую музыку, закачанную на портативный плеер, невозможно прослушать, например, с домашнего ПК.
- Аппаратные технологии защиты приводят к удорожанию устройств.